# L'Écho du grand chant
L'Écho du grand chant (titre original : Echoes of the Great Song) est un roman de science fantasy de David Gemmell paru en 1997 en anglais et en 2004 en français (traduction d'Alain Névant pour Bragelonne).
David Gemmell a écrit que le roman était relié au Le Cycle de Drenaï, mais de manière subtile.

## Résumé
Les Avatars ont acquis l'immortalité, et ont dirigé un empire inimaginable sur des millénaires. Mais à la suite des cataclysmes, ce peuple se meurt. Lorsque vient de par delà l'océan un peuple jumeau et sanguinaire, décidé à massacrer autant que possible, alors ils se relèvent pour un dernier combat. Car quitte à partir, autant partir en beauté !

## Dénouement
Les derniers Avatars chargent seuls, en un ultime combat afin de détruire les réserves de poudre de l'armée adverse et ainsi sauver les autres peuples, anciennement leurs esclaves. C'est en fait l'histoire d'une rédemption à grande échelle, par le sacrifice.